# Souk El Saffajine
Le souk El Saffagine (arabe : سوق السفاجين) est l’un des souks de la médina de Sfax, aujourd’hui disparu.
Comme son nom le suggère, il s’agit d’un souk de fabricants de beignets traditionnels de la région. Il se situait sur Nahj El Bey (actuelle rue Mongi-Slim, dite aussi Zuqaq El Marr) entre le souk El Trouk et le souk El Blaghgia.